# Verfassung der Konföderierten Staaten
Die Verfassung der Konföderierten Staaten legte die politische Grundordnung der Konföderierten Staaten von Amerika fest. Sie wurde am 11. März 1861 beschlossen und löste eine am 8. Februar 1861 verabschiedete vorläufige Verfassung ab. Gültig blieb die Verfassung vom März 1861 bis zur Niederlage der Konföderation im Sezessionskrieg im Jahr 1865.
Der Text der Verfassung ist zum größten Teil eine Doublette der Verfassung der Vereinigten Staaten einschließlich der zwölf vor 1861 beschlossenen Zusatzartikel, die in den Haupttext der Verfassung eingearbeitet wurden. Gewichtige Unterschiede zwischen den beiden Verfassungstexten bestehen hinsichtlich der Auffassung über die Sklaverei, die Rechte der Mitgliedsstaaten sowie der parlamentarischen Budget- und Besteuerungskontrolle.
Die Sklaverei wurde explizit der Kontrolle durch die Zentralregierung entzogen und den Einzelstaaten zur Regelung überlassen; nur die Einfuhr neuer Sklaven aus dem Ausland blieb weiterhin verboten, wie es in den USA schon seit 1808 der Fall gewesen war, da die damit verbundenen Raubzüge in Afrika und die vielen Toten auf den Transportschiffen auch im Süden nicht mehr viele Unterstützer hatten. Bei Wiederaufnahme der Sklaventransporte wären auch Gegenmaßnahmen Englands und Frankreichs zu befürchten gewesen. Eine geplante Bestimmung, nach der jeder Staat die Sklaverei zulassen musste, scheiterte knapp, da man Hoffnungen hegte, einige Nordstaaten könnten sich aus wirtschaftlichen Gründen irgendwann der Konföderation anschließen. Jedoch wurde die Existenz der Sklaverei in allen keinem Bundesstaat zugehörigen Territorien und in allen zukünftig neu zu gründenden Staaten durch die Verfassung garantiert, ebenso die Rückführung von Sklaven, die in sklavenfreie Staaten flohen. Während die Sklaven in der US-Verfassung noch euphemistisch als other persons (andere Personen) umschrieben worden waren, werden sie in der Verfassung der Konföderierten Staaten nun ausdrücklich slaves (Sklaven) genannt.

## Gewalten
Die konföderierte Verfassung sieht eine Dreiteilung der Staatsgewalt vor: Die Legislative bildete der Kongress der Konföderierten Staaten von Amerika. Dieses Zweikammerparlament war aufgeteilt in das konföderierte Repräsentantenhaus, in das jeder Staat Abgeordnete nach der Bevölkerungszahl entsandte, und den konföderierten Senat, in dem jeder Staat einheitlich mit je zwei Senatoren vertreten war. Diese wurden wie gehabt für eine Amtszeit von zwei bzw. sechs Jahren gewählt. Wahlen fanden im Gegensatz zu den Nordstaaten in den ungeraden Jahren statt; nur zwei wurden tatsächlich abgehalten, in den Jahren 1861 und 1863, da zum geplanten Wahltermin im Jahr 1865 die Konföderation bereits nicht mehr existierte. Ein weiterer wichtiger Unterschied zum Norden in der Verfassungspraxis war, dass sich in der Konföderation während ihres Bestehens keine politischen Parteien herausbildeten und die Kandidaten daher alle als Einzelpersönlichkeiten antraten. Auch die US-Verfassung erwähnt Parteien bis heute nirgendwo ausdrücklich. Im Gegensatz zur US-Verfassung waren Omnibus-Gesetze verboten, jedes Gesetz durfte sich nur auf eine Angelegenheit beziehen.
Der Präsident der Konföderierten Staaten und sein Vizepräsident wurden von Wahlmännern gewählt, allerdings auf sechs anstatt auf vier Jahre wie in der Union. Andererseits war die Wiederwahl ausgeschlossen. Nur eine Präsidentenwahl fand tatsächlich statt; der Präsidentschaftskandidat Jefferson Davis und sein Vizekandidat Alexander Stephens erlangten 1861 sämtliche Wahlmännerstimmen und amtierten bis zum Zusammenbruch der Konföderation. Der Präsident konnte sein Veto nicht nur gegen Gesetze als ganzes, sondern auch gegen einzelne Bestimmungen einlegen. Zusammen mit dem Verbot der Omnibus-Gesetze bedeutete dies einen Wegfall der unter der US-Verfassung bestehenden Möglichkeit, den Präsidenten zur Unterschrift unter eine von ihm nicht gewünschte Bestimmung zu nötigen, indem diese in ein von ihm gewünschtes und als wichtiger betrachtetes Gesetz zu einem anderen Thema eingefügt wird.
Als höchste Instanz der Judikative war in der Verfassung ein Oberster Gerichtshof vorgesehen. Für diesen wurden aber während des Bestehens der Konföderation keine Richter ernannt, da die politische Führung der Südstaaten eine Judikativlastigkeit des Staates fürchtete.

## Verfassungsänderungen
Verfassungsänderungen waren im Gegensatz zur US-Verfassung nicht durch Beschluss des Kongresses mit Zweidrittelmehrheit, sondern nur durch die Einberufung einer neuen verfassungsgebenden Versammlung auf Antrag von mindestens drei Einzelstaaten möglich. Die dort mehrheitlich beschlossenen Änderungsvorschläge mussten dann von zwei Dritteln der Einzelstaaten (statt drei Vierteln in der Union) gutgeheißen werden, bevor sie in Kraft treten konnten. Während des Bestehens der Konföderation kam es zu keiner Verfassungsänderung.